# Atlanta Thrashers
Atlanta Thrashers var ett amerikanskt ishockeylag som var baserat i Atlanta i Georgia och spelade i National Hockey League (NHL) från när klubben grundades år 1999 till 2011. Thrashers var placerat i Southeast Division med Carolina Hurricanes, Florida Panthers, Tampa Bay Lightning och Washington Capitals. Lagets hemmaarena hette Philips Arena och var till klubbens förfogande sen klubbens bildande.
Från och med säsongen 2011/2012 flyttade laget till Winnipeg i Kanada och blev Winnipeg Jets.

## Historia
Lagets namn och symbol kom från den rödbruna härmtrasten (Toxostoma rufum), som är delstatens Georgias symbolfågel.
Atlanta ansågs ha en framtida superduo i Ilya Kovalchuk och Dany Heatley (draftade 2001 och 2000 av Atlanta). I september 2003 var dock Heatley inblandad i en våldsam bilolycka där han själv skadade knäet allvarligt, det var dock ingenting jämfört med hans lagkamrat Dan Snyder som satt med i bilen. Snyder fick allvarliga skallskador och sattes i koma, han vaknade aldrig upp ur koman utan avled fem dagar senare. Heatley var inte sig själv efter händelsen och i augusti 2005 bad han om att bli bortbytt från Thrashers.
Atlanta Thrashers var ett av de nyare NHL-lagen. De spelade sin första match  2 oktober 1999, vilken de förlorade med 4-1, mot New Jersey Devils. Thrashers gick till slutspel endast en gång, under säsongen 2006/2007.

### Från Atlanta till Winnipeg
Den 31 maj 2011 bekräftades efter veckor med spekulationer att Thrashers ägargrupp Atlanta Spirit, LLC skulle sälja medlemsklubben till True North Sports and Entertainment, som äger i sin tur Manitoba Moose i AHL. Detta efter att de och NHL kallade till en presskonferens för att tillkännage försäljningen och att Thrashers skulle flytta från Atlanta, Georgia till kanadensiska Winnipeg, Manitoba. Försäljningen och omlokaliseringen blev officiell den 21 juni 2011.   Atlanta har nu återigen inget NHL-lag då även förrförra laget Atlanta Flames i NHL 1972-1980 flyttade och blev Calgary Flames

## Stanley Cup-spel

### 2000-talet
- 2000 – Missade slutspel.
- 2009 – Missade slutspel.

### 2010-talet
- 2010 – Missade slutspel.
- 2011 – Missade slutspel.

## Spelare

### Truppen 2010/2011
Källa:  Spelarnas ålder är fixerad till den 21 juni 2011.
| Målvakter | Målvakter | Målvakter            | Målvakter            | Målvakter                | Målvakter                                      | Målvakter                               | Målvakter                       | Målvakter | Målvakter |
| Nr        |           | Namn                 | Namn                 | Födelsedatum             | Födelseort                                     | Kom till laget från                     | Lämnade för                     |           |           |
| --------- | --------- | -------------------- | -------------------- | ------------------------ | ---------------------------------------------- | --------------------------------------- | ------------------------------- | --------- | --------- |
| 31        | Tjeckien  | Ondřej Pavelec       | Ondřej Pavelec       | 31 augusti 1987 (23 år)  | Kladno, Tjeckoslovakien                        | Cape Breton Screaming Eagles (2007)     | Winnipeg Jets (2011)            |           |           |
| 34        | USA       | Peter Mannino        | Peter Mannino        | 17 februari 1984 (27 år) | Farmington Hills, Michigan, USA                | New York Islanders (2009)               | Winnipeg Jets (2011)            |           |           |
| 50        | Kanada    | Chris Mason          | Chris Mason          | 20 april 1976 (35 år)    | Red Deer, Alberta, Kanada                      | St. Louis Blues (2010)                  | Winnipeg Jets (2011)            |           |           |
| --        | Kanada    | Christopher Carrozzi | Christopher Carrozzi | 2 mars 1990 (21 år)      | Ottawa, Ontario, Kanada                        | Mississauga St. Michael's Majors (2010) | St. John's Icecaps (2011)       |           |           |
| --        | Kanada    | Drew MacIntyre       | Drew MacIntyre       | 24 juni 1983 (27 år)     | Charlottetown, Prince Edward Island, Kanada    | Milwaukee Admirals (2009)               | Hamilton Bulldogs (2011)        |           |           |
| --        | Kanada    | Edward Pasquale      | Edward Pasquale      | 20 november 1990 (20 år) | Toronto, Ontario, Kanada                       | Saginaw Spirit (2010)                   | St. John's Icecaps (2011)       |           |           |
| Backar    |           |                      |                      |                          |                                                |                                         |                                 |           |           |
| Nr        |           | Namn                 | Namn                 | Födelsedatum             | Födelseort                                     | Kom till laget från                     | Lämnade för                     |           |           |
| 4         | USA       | Zach Bogosian        | Zach Bogosian        | 15 juli 1990 (20 år)     | Massena, New York, USA                         | Peterborough Petes (2008)               | Winnipeg Jets (2011)            |           |           |
| 5         | USA       | Mark Stuart          | Mark Stuart          | 27 april 1984 (27 år)    | Rochester, Minnesota, USA                      | Boston Bruins (2011)                    | Winnipeg Jets (2011)            |           |           |
| 6         | USA       | Ron Hainsey          | Ron Hainsey          | 24 mars 1981 (30 år)     | Bolton, Connecticut, USA                       | Columbus Blue Jackets (2008)            | Winnipeg Jets (2011)            |           |           |
| 24        | USA       | Freddy Meyer         | Freddy Meyer         | 4 januari 1981 (30 år)   | Sanbornville, New Hampshire, USA               | New York Islanders (2010)               | Modo Hockey (2011)              |           |           |
| 26        | USA       | Noah Welch           | Noah Welch           | 26 augusti 1982 (28 år)  | Brighton, Massachusetts, USA                   | Tampa Bay Lightning (2009)              | HV71 (2011)                     |           |           |
| 29        | Sverige   | Johnny Oduya         | Johnny Oduya         | 1 oktober 1981 (29 år)   | Stockholm, Sverige                             | New Jersey Devils (2010)                | Winnipeg Jets (2011)            |           |           |
| 33        | USA       | Dustin Byfuglien - A | B/HF                 | 27 mars 1985 (26 år)     | Minneapolis, Minnesota, USA                    | Chicago Blackhawks (2010)               | Winnipeg Jets (2011)            |           |           |
| 38        | Kanada    | Paul Postma          | Paul Postma          | 22 februari 1989 (22 år) | Red Deer, Alberta, Kanada                      | Calgary Hitmen (2009)                   | Winnipeg Jets (2011)            |           |           |
| 39        | Sverige   | Tobias Enström - A   | Tobias Enström - A   | 5 november 1984 (26 år)  | Nordingrå, Sverige                             | Modo Hockey (2007)                      | Winnipeg Jets (2011)            |           |           |
| 44        | Lettland  | Artūrs Kulda         | Artūrs Kulda         | 26 juli 1988 (22 år)     | Riga, Lettiska SSR, Sovjetunionen              | Peterborough Petes (2008)               | Winnipeg Jets (2011)            |           |           |
| --        | Kanada    | Brett Festerling     | Brett Festerling     | 3 mars 1986 (25 år)      | Quesnel, British Columbia, Kanada              | Hamilton Bulldogs (2011)                | Winnipeg Jets (2011)            |           |           |
| --        | USA       | Jaime Sifers         | Jaime Sifers         | 18 januari 1983 (28 år)  | Stratford, Connecticut, USA                    | Minnesota Wild (2010)                   | Adler Mannheim (2011)           |           |           |
| --        | Kanada    | Brent Sopel          | Brent Sopel          | 7 januari 1977 (34 år)   | Calgary, Alberta, Kanada                       | Chicago Blackhawks (2010)               | Montreal Canadiens (2011)       |           |           |
| --        | Ryssland  | Andrej Zubarev       | Andrej Zubarev       | 3 mars 1987 (24 år)      | Ufa, Ryska SFSR, Sovjetunionen                 | Atlant Mytisjtji (2010)                 | Atlant Mytisjtji (2011)         |           |           |
| Forwards  |           |                      |                      |                          |                                                |                                         |                                 |           |           |
| Nr        |           | Namn                 | Pos                  | Födelsedatum             | Födelseort                                     | Kom till laget från                     | Lämnade för                     |           |           |
| 8         | Ryssland  | Aleksandr Burmistrov | C                    | 21 oktober 1991 (19 år)  | Kazan, Ryska SFSR, Sovjetunionen               | Barrie Colts (2010)                     | Winnipeg Jets (2011)            |           |           |
| 9         | Kanada    | Evander Kane         | VF                   | 2 augusti 1991 (19 år)   | Vancouver, British Columbia, Kanada            | Vancouver Giants (2009)                 | Winnipeg Jets (2011)            |           |           |
| 10        | Kanada    | Bryan Little         | C                    | 12 november 1987 (23 år) | Edmonton, Alberta, Kanada                      | Barrie Colts (2007)                     | Winnipeg Jets (2011)            |           |           |
| 13        | USA       | Rob Schremp          | C                    | 1 juli 1986 (24 år)      | Fulton, New York, USA                          | New York Islanders (2011)               | Modo Hockey (2011)              |           |           |
| 14        | USA       | Tim Stapleton        | C                    | 19 juli 1982 (28 år)     | La Grange, Illinois, USA                       | Toronto Maple Leafs (2009)              | Winnipeg Jets (2011)            |           |           |
| 16        | Kanada    | Andrew Ladd - C      | VF                   | 12 december 1985 (25 år) | Maple Ridge, British Columbia, Kanada          | Chicago Blackhawks (2010)               | Winnipeg Jets (2011)            |           |           |
| 20        | Tjeckien  | Radek Dvořák         | HF                   | 9 mars 1977 (34 år)      | Tábor, Tjeckoslovakien                         | Florida Panthers (2011)                 | Dallas Stars (2011)             |           |           |
| 22        | Kanada    | Anthony Stewart      | HF                   | 5 januari 1985 (26 år)   | LaSalle, Québec, Kanada                        | Florida Panthers (2009)                 | Carolina Hurricanes (2011)      |           |           |
| 23        | USA       | Jim Slater           | C                    | 9 december 1982 (28 år)  | Petoskey, Michigan, USA                        | Michigan State Spartans (2005)          | Winnipeg Jets (2011)            |           |           |
| 26        | USA       | Blake Wheeler        | HF                   | 31 augusti 1986 (24 år)  | Plymouth, Minnesota, USA                       | Boston Bruins (2011)                    | Winnipeg Jets (2011)            |           |           |
| 27        | Kanada    | Chris Thorburn       | C                    | 2 juni 1983 (28 år)      | Sault Ste. Marie, Ontario, Kanada              | Pittsburgh Penguins (2007)              | Winnipeg Jets (2011)            |           |           |
| 36        | Kanada    | Eric Boulton         | VF                   | 17 augusti 1976 (34 år)  | Halifax, Nova Scotia, Kanada                   | Columbia Inferno (2005)                 | New Jersey Devils (2011)        |           |           |
| 45        | Kanada    | Patrice Cormier      | C                    | 14 juni 1990 (21 år)     | Moncton, New Brunswick, Kanada                 | Huskies de Rouyn-Noranda (2010)         | Winnipeg Jets (2011)            |           |           |
| 46        | Kanada    | Spencer Machacek     | HF                   | 14 oktober 1988 (22 år)  | Lethbridge, Alberta, Kanada                    | Vancouver Giants (2008)                 | Winnipeg Jets (2011)            |           |           |
| 49        | Kanada    | Ben Maxwell          | C                    | 30 mars 1988 (23 år)     | Vancouver, British Columbia, Kanada            | Hamilton Bulldogs (2011)                | Winnipeg Jets (2011)            |           |           |
| 80        | Kazakstan | Nikolaj Antropov     | HF                   | 15 juli 1986 (24 år)     | Ust'-Kamenogorsk, Kazakiska SSR, Sovjetunionen | New York Rangers (2009)                 | Winnipeg Jets (2011)            |           |           |
| --        | Kanada    | Akim Aliu            | HF                   | 24 april 1989 (22 år)    | Okene, Nigeria                                 | Toledo Walleye (2010)                   | Peoria Rivermen (2011)          |           |           |
| --        | Sverige   | Niclas Bergfors      | HF                   | 7 mars 1987 (24 år)      | Södertälje, Sverige                            | New Jersey Devils (2010)                | Florida Panthers (2011)         |           |           |
| --        | Kanada    | Nigel Dawes          | VF                   | 9 februari 1985 (26 år)  | Winnipeg, Manitoba, Kanada                     | Calgary Flames (2010)                   | Montreal Canadiens (2011)       |           |           |
| --        | Kanada    | Ben Eager            | VF                   | 22 januari 1984 (27 år)  | Ottawa, Ontario, Kanada                        | Chicago Blackhawks (2010)               | San Jose Sharks (2011)          |           |           |
| --        | USA       | Michael Forney       | VF                   | 14 april 1988 (23 år)    | Thief River Falls, Minnesota, USA              | Green Bay Gamblers (2009)               | St. John's Icecaps (2011)       |           |           |
| --        | Kanada    | Riley Holzapfel      | C                    | 18 augusti 1988 (22 år)  | Regina, Saskatchewan, Kanada                   | Moose Jaw Warriors (2008)               | St. John's Icecaps (2011)       |           |           |
| --        | Sverige   | Carl Klingberg       | VF                   | 28 januari 1991 (20 år)  | Göteborg, Sverige                              | Frölunda HC (2011)                      | Winnipeg Jets (2011)            |           |           |
| --        | Kanada    | Andrew Kozek         | VF                   | 26 maj 1986 (25 år)      | Revelstoke, British Columbia, Kanada           | North Dakota Fighting Sioux (2009)      | Hershey Bears (2011)            |           |           |
| --        | Kanada    | Ian McKenzie         | HF                   | 23 maj 1987 (24 år)      | Weyburn, Saskatchewan, Kanada                  | Cincinnati Cyclones (2010)              | Bakersfield Condors (2011)      |           |           |
| --        | Sverige   | Fredrik Modin        | VF                   | 8 oktober 1974 (36 år)   | Sundsvall, Sverige                             | Columbus Blue Jackets (2011)            | Calgary Flames (2011)           |           |           |
| --        | Kanada    | Eric O'Dell          | C                    | 21 juni 1990 (21 år)     | Ottawa, Ontario, Kanada                        | Sudbury Wolves (2010)                   | St. John's Icecaps (2011)       |           |           |
| --        | Kanada    | Danick Paquette      | HF                   | 17 juli 1990 (20 år)     | Montréal, Québec, Kanada                       | Remparts de Québec (2010)               | South Carolina Stingrays (2011) |           |           |
| --        | Sverige   | Fredrik Pettersson   | VF                   | 10 juni 1987 (24 år)     | Göteborg, Sverige                              | Frölunda HC (2010)                      | Frölunda HC (2011)              |           |           |
| --        | Kanada    | Rich Peverley        | C                    | 8 juli 1982 (28 år)      | Guelph, Ontario, Kanada                        | Nashville Predators (2010)              | Boston Bruins (2011)            |           |           |
| --        | USA       | Pat Rissmiller       | VF                   | 26 oktober 1978 (32 år)  | Belmont, Massachusetts, USA                    | New York Rangers (2010)                 | Florida Panthers (2011)         |           |           |
| --        | Kanada    | Mike Siklenka        | HF                   | 18 december 1979 (31 år) | Meadow Lake, Saskatchewan, Kanada              | EC KAC (2010)                           | EC KAC (2011)                   |           |           |

### Spelargalleri
Ett urval av spelare som har spelat för Thrashers.

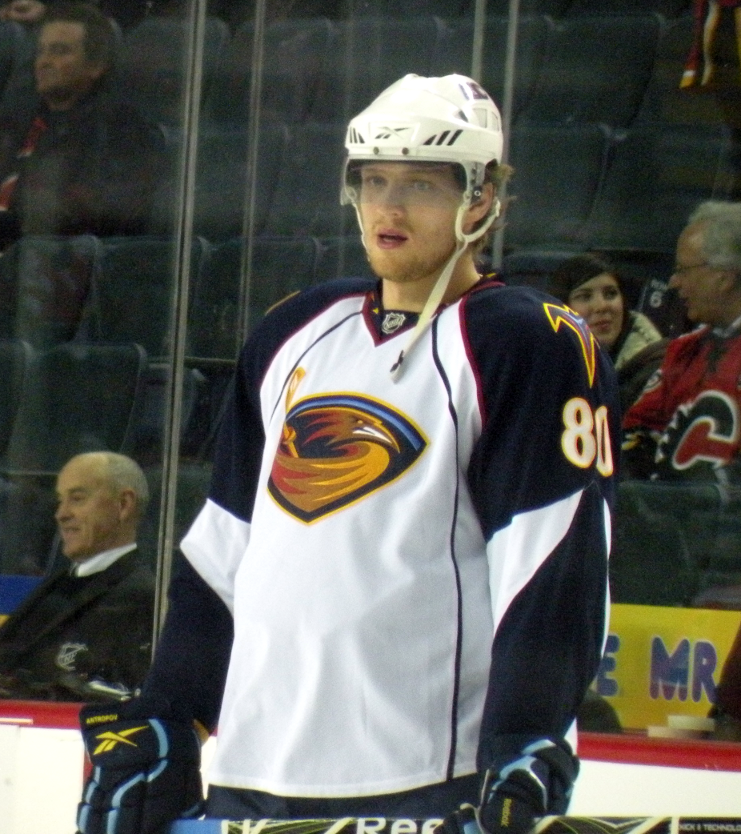
Nikolaj Antropov
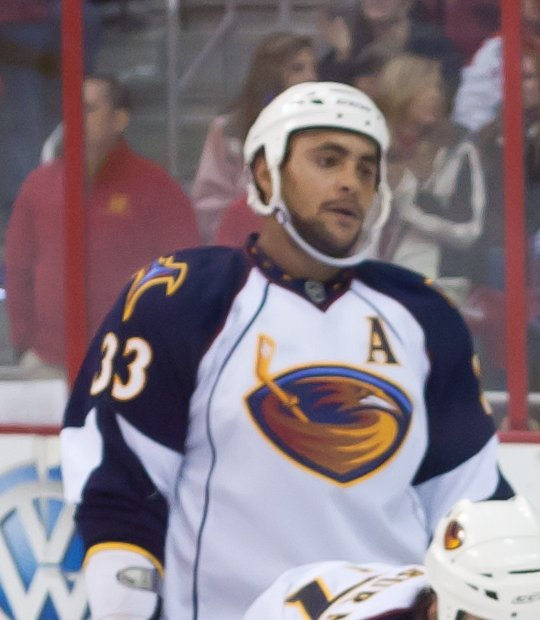
Dustin Byfuglien
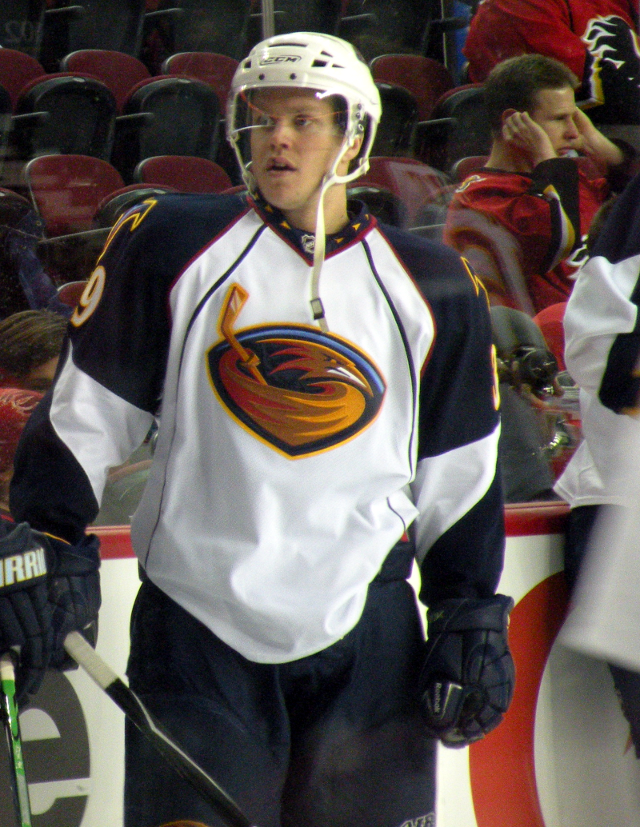
Tobias Enström
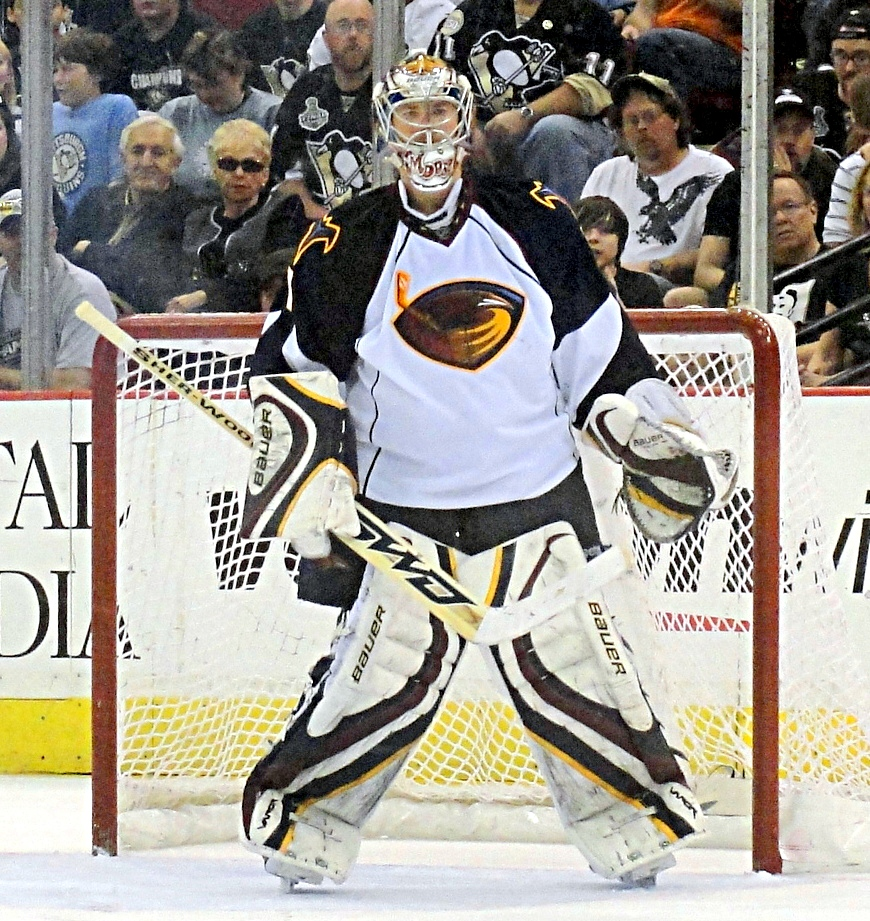
Johan Hedberg
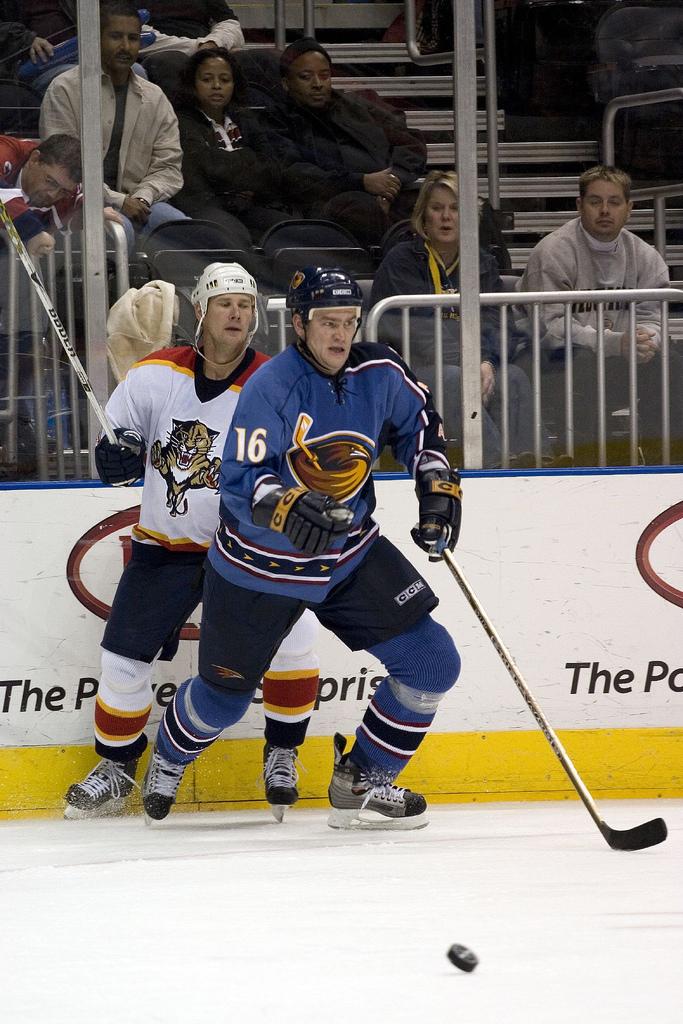
Bobby Holík
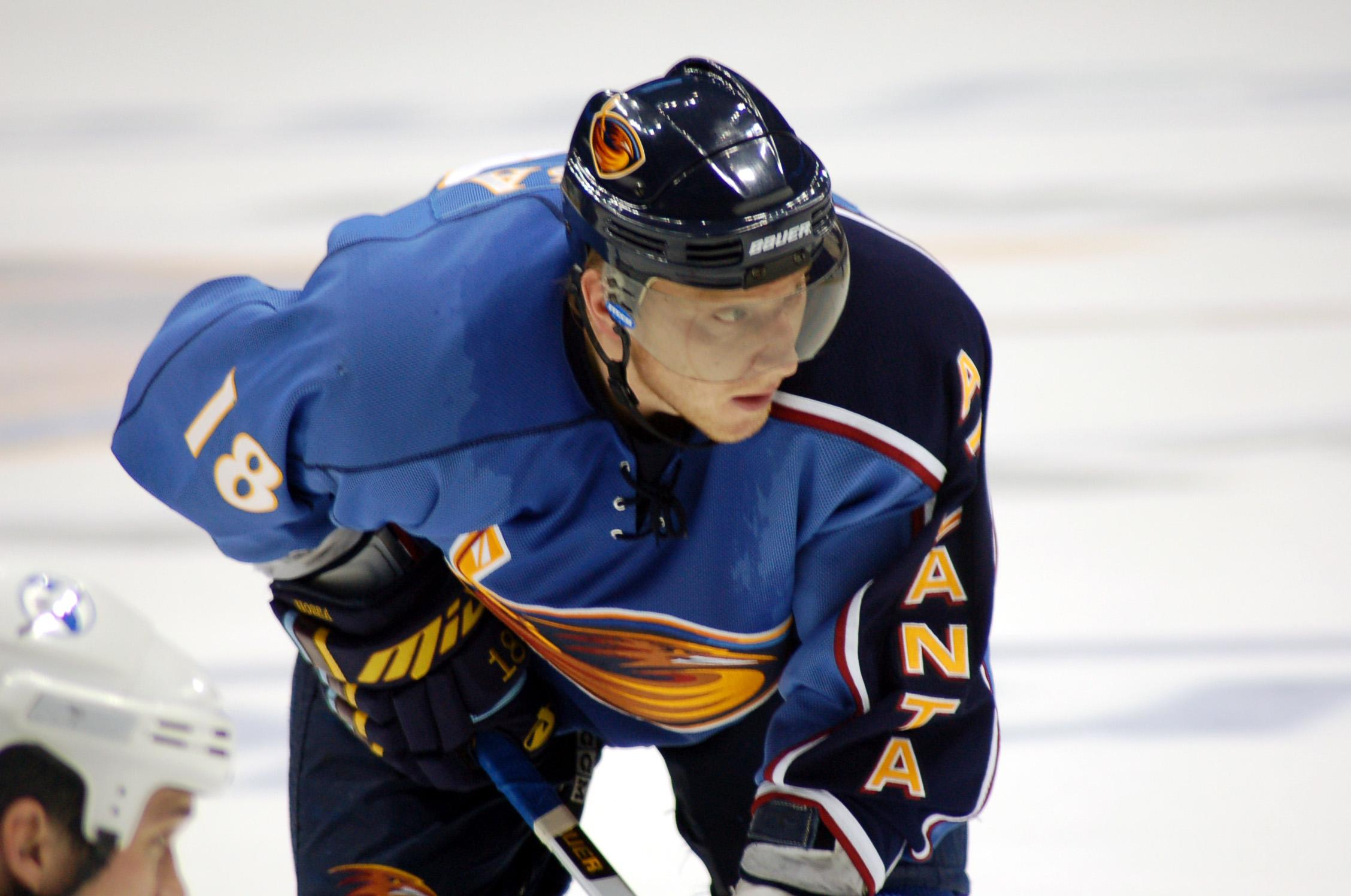
Marián Hossa
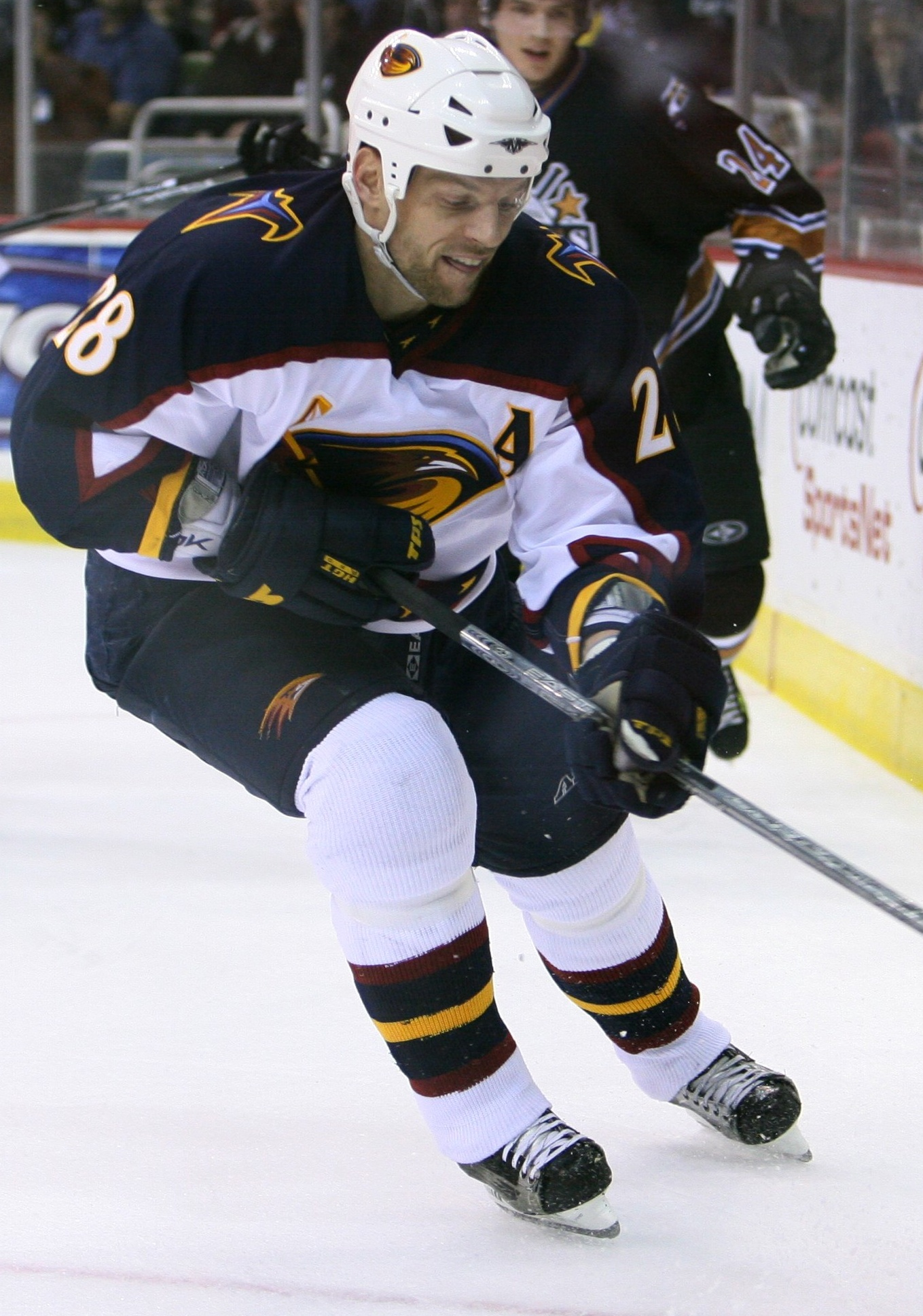
Niclas Hävelid
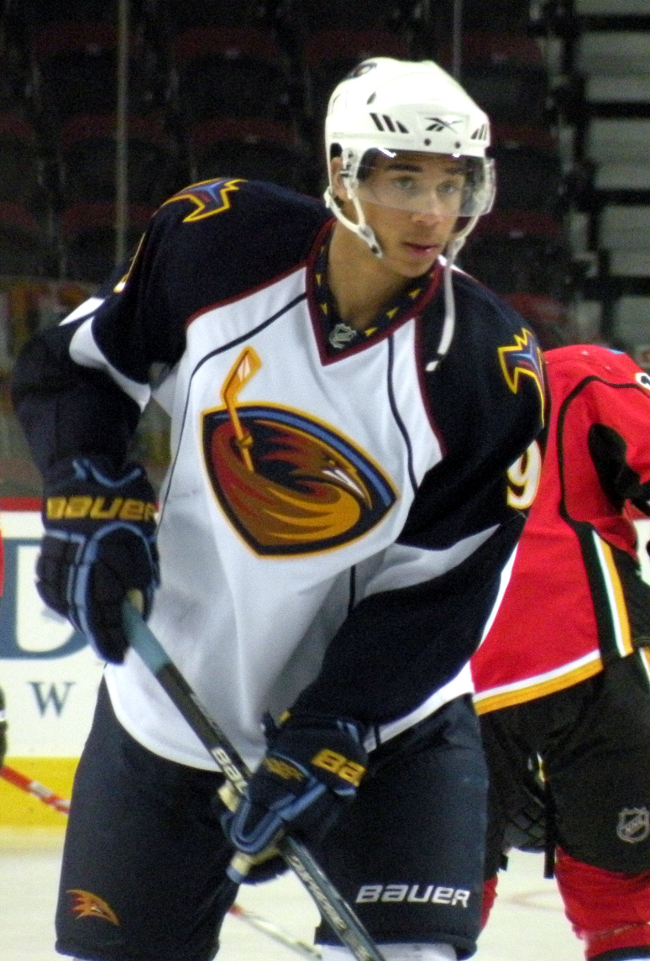
Evander Kane
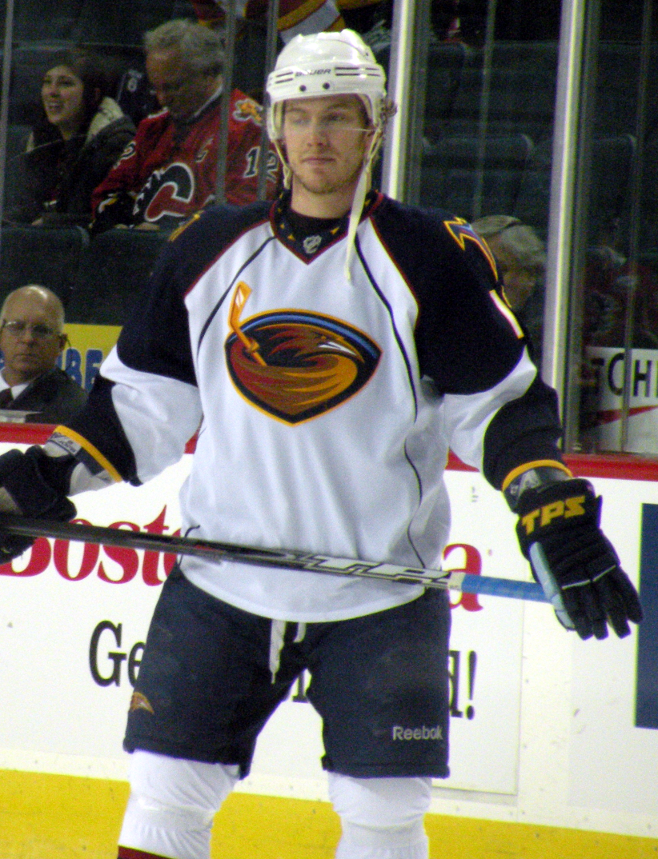
Bryan Little
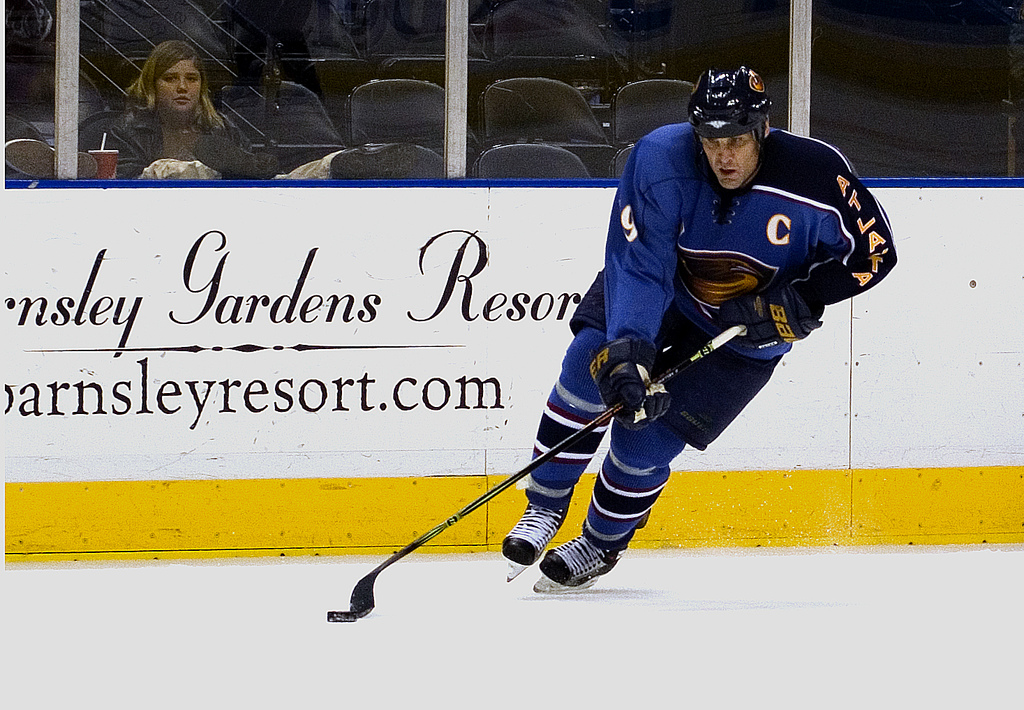
Scott Mellanby
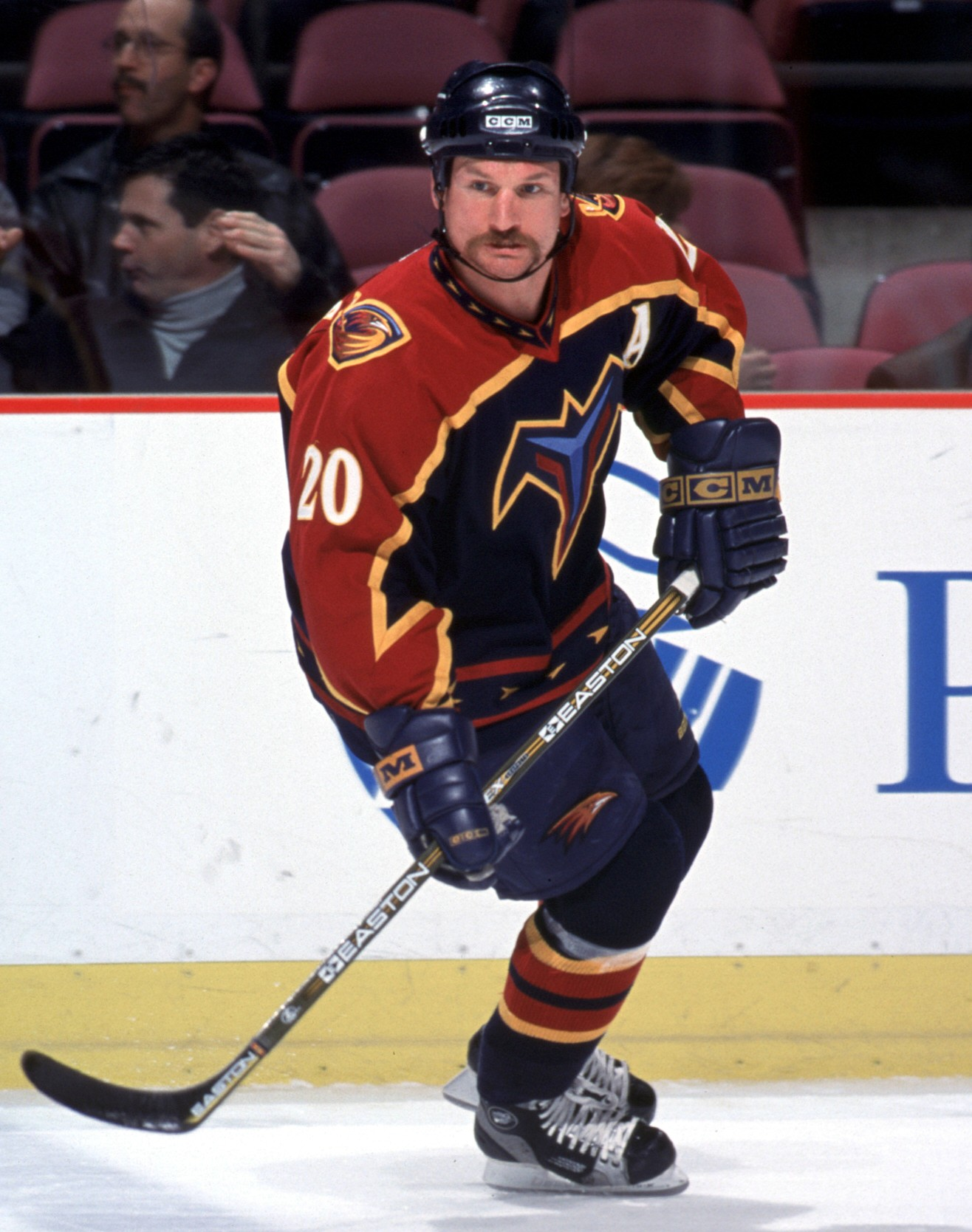
Jeff Odgers
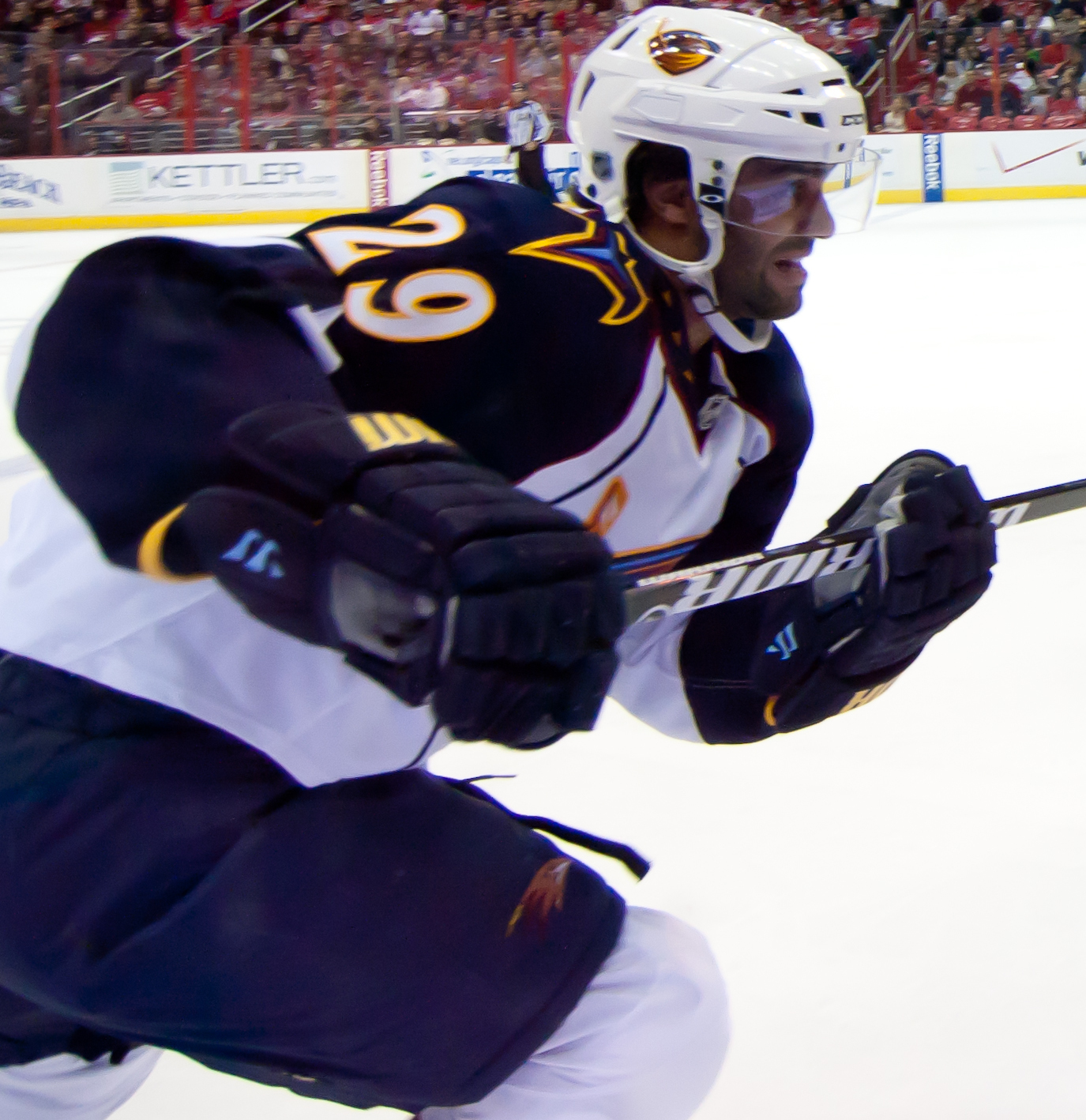
Johnny Oduya
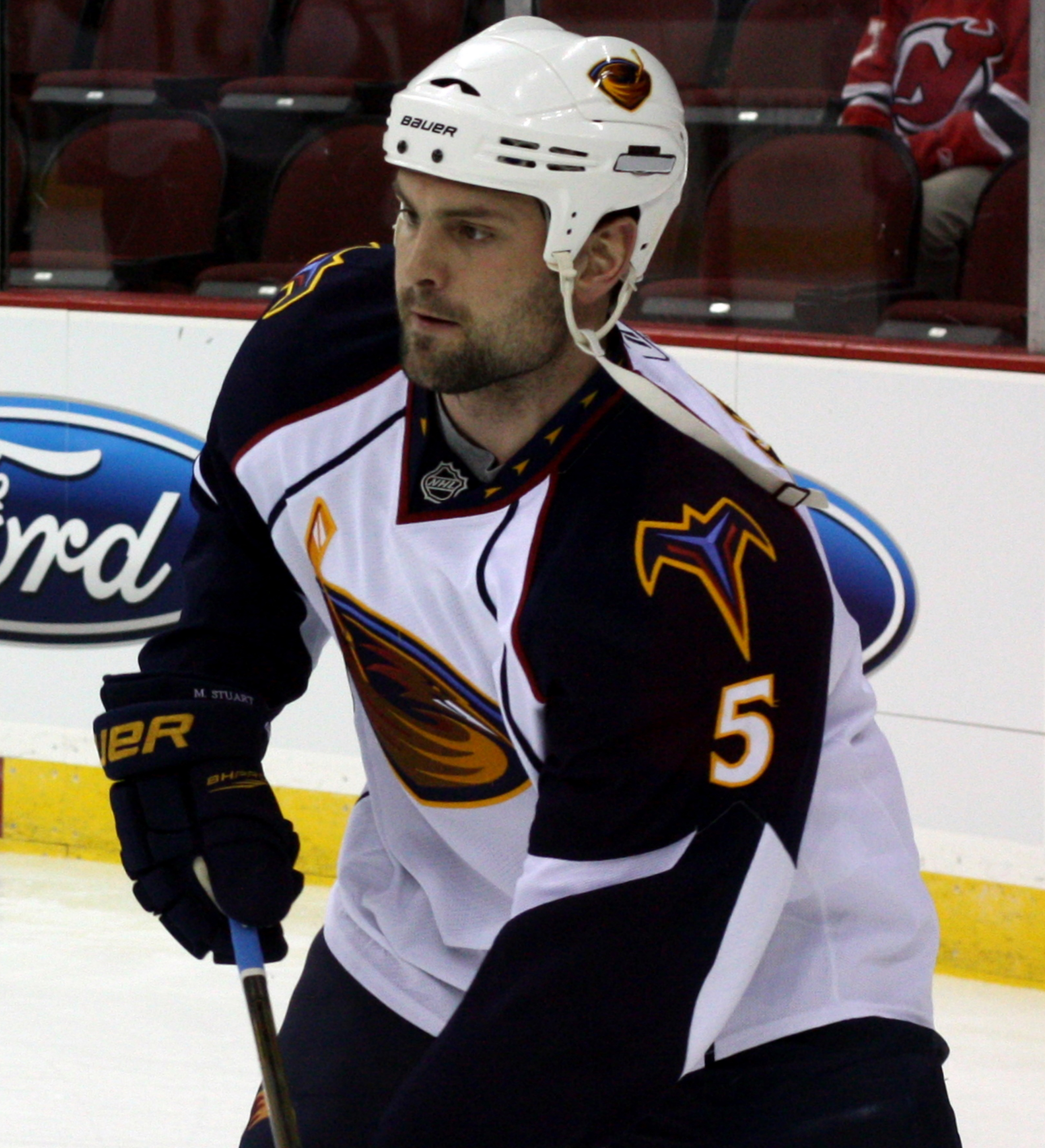
Mark Stuart
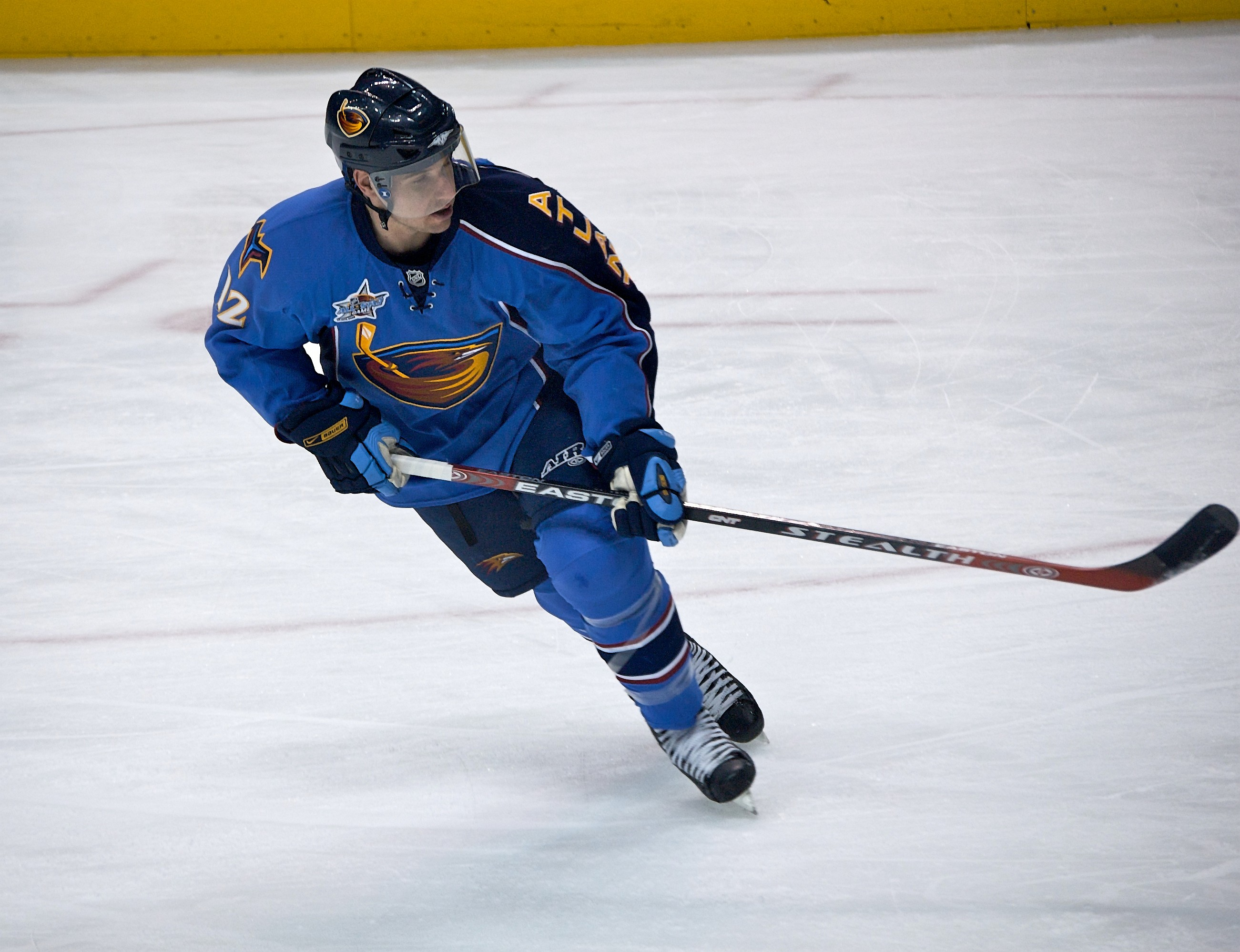
Todd White

### Kända spelare
- Ray Ferraro
- Dany Heatley
- Bobby Holik
- Marian Hossa
- Ilya Kovalchuk
- Slava Kozlov
- Scott Mellanby
- Marc Savard
- Kari Lehtonen
- Keith Tkachuk
- Peter Bondra
- Slava Kozlov
- Chris Chelios
- Tobias Enström
- Patrik Stefan

## Staben
Uppdaterat: 28 oktober 2010
| Yrkestitel           | Namn            |
| -------------------- | --------------- |
| General manager      | Rick Dudley     |
| Tränare              | Craig Ramsay    |
| Assisterande tränare | John Torchetti  |
| Assisterande tränare | Mike Stothers   |
| Målvaktstränare      | Clint Malarchuk |

## Utmärkelser

### Pensionerade nummer
En spelares nummer har blivit "pensionerade" av klubben, det vill säga ingen annan spelare kommer någonsin att få använda samma nummer i Atlanta Thrashers. Ytterligare ett nummer har blivit pensionerat av själva ligan.
- #37 – Dan Snyder (Spelarnumret pensionerades på grund av att han förolyckades i en bilolycka.)[5]
- #99 – Wayne Gretzky (NHL)[6]

### Spelare
Spelare som spelade för Thrashers och blivit invalda i Hockey Hall of Fame.
| - Chris Chelios (Invald 2013) - Spelade i Thrashers 2010. | - Mark Recchi (Invald 2017) - Spelade i Thrashers mellan 2007 och 2008. |

## General Managers
| - Don Waddell, 1999–2010 | - Rick Dudley, 2010–2011 |

## Tränare
| - Curt Fraser, 1999–2002 - Don Waddell, 2002–2003 - Bob Hartley, 2003–2007 | - Don Waddell, 2007–2008 - John Anderson, 2008–2010 - Craig Ramsay, 2010–2011 |

## Lagkaptener
| - Kelly Buchberger, 1999–2000 - Steve Staios, 2000–2001 - Ray Ferraro, 2001–2002 - Shawn McEachern, 2002–2004 - Ingen var utsedd till lagkapten (Lockout), 2004–2005 | - Scott Mellanby, 2005–2007 - Bobby Holik, 2007–2008 - Ingen var utsedd till lagkapten, 2008–2009 - Ilja Kovaltjuk, 2009–2010 - Andrew Ladd, 2010–2011 |

## Statistik

### Individuellt

#### Poängledare
Topp tio för mest poäng i klubbens historia. Siffrorna uppdateras efter varje genomförd säsong.

Pos = Position; SM = Spelade matcher; M = Mål; A = Assists; P = Poäng; P/M = Poäng per match * = Fortfarande aktiv i klubben
Uppdaterat efter 2009-10
| Spelare           | Pos | SM  | M   | A   | P   | P/M  |
| Ilja Kovaltjuk    | LW  | 594 | 328 | 287 | 615 | 1.04 |
| Vjatjeslav Kozlov | LW  | 537 | 145 | 271 | 416 | .77  |
| Marián Hossa      | RW  | 222 | 108 | 140 | 248 | 1.11 |
| Marc Savard       | C   | 184 | 63  | 133 | 196 | 1.07 |
| Dany Heatley      | RW  | 190 | 80  | 101 | 181 | .95  |
| Patrik Stefan     | C   | 414 | 59  | 118 | 177 | .43  |
| Ray Ferraro       | C   | 223 | 56  | 91  | 147 | 0.66 |
| Todd White        | C   | 221 | 43  | 93  | 136 | .61  |
| Tobias Enström*   | D   | 246 | 16  | 104 | 120 | .49  |
| Andrew Brunette   | LW  | 158 | 38  | 71  | 109 | .69  |

#### Grundserien
- Flest mål under en säsong: Ilja Kovaltjuk, 52 (2005-06 & 2007-08)
- Flest assists under en säsong: Marc Savard, 69 (2005-06)
- Flest poäng under en säsong: Marián Hossa, 100 (43 mål + 57 assists) (2006-07)
- Flest utvisningsminuter under en säsong: Jeff Odgers, 226 (2000-01)
- Flest poäng under en säsong av en back: Tobias Enström, 50 (6 mål + 44 assists) (2009-10)
- Flest poäng under en säsong av en rookie: Dany Heatley, 67 (26 mål + 41 assists) (2000-01)
- Flest vinster under en säsong: Kari Lehtonen, 34 (2006-07)
- Flest "shutouts" (hålla nollan) under en säsong: Kari Lehtonen, 4 (2006-07 & 2007-08)

### Lag
- Flest poäng under en säsong: 97 (2006-07)
- Flest gjorda mål under en säsong: 281 (2005-06)
- Flest insläppta mål under en säsong: 313 (1999-00)
- Flest vinster under en säsong: 43 (2006-07)
- Flest förluster under en säsong: 57 (1999-00)

## Svenskar i Thrashers
Uppdaterat: 2011-05-27
| Spelare           | Position       | Matcher¹ | Matcher² | Från | Till | Tröjnummer | Stanley Cup's | Övrigt                           |
| ----------------- | -------------- | -------- | -------- | ---- | ---- | ---------- | ------------- | -------------------------------- |
| Johan Garpenlöv   | Vänsterforward | 73       | 0        | 1999 | 2000 | 29         | 0             |                                  |
| Andreas Karlsson  | Center         | 153      | 0        | 1999 | 2002 | 24         | 0             |                                  |
| Per Svartvadet    | Center         | 247      | 0        | 1999 | 2003 | 39         | 0             |                                  |
| Daniel Tjärnqvist | Back           | 218      | 0        | 2001 | 2004 | 36         | 0             |                                  |
| Niclas Hävelid    | Back           | 303      | 4        | 2005 | 2009 | 28         | 0             | Alternerande lagkapten           |
| Johan Hedberg     | Målvakt        | 137      | 2        | 2006 | 2010 | 1          | 0             |                                  |
| Tobias Enström    | Back           | 318      | 0        | 2007 | 2011 | 39         | 0             | Alternerande lagkapten 2010-2011 |
| Nicklas Bergfors  | Högerforward   | 79       | 0        | 2010 | 2011 | 18         | 0             |                                  |
| Johnny Oduya      | Back           | 109      | 0        | 2010 | 2011 | 29         | 0             | Alternerande lagkapten 2010-2011 |
| Carl Klingberg    | Högerforward   | 1        | 0        | 2010 | 2011 | 48         | 0             |                                  |
| Fredrik Modin     | Vänsterforward | 36       | 0        | 2010 | 2011 | 19         | 0             |                                  |

¹ = Grundserie
² = Slutspel